# PQ–13-as konvoj
A PQ–13-as konvoj egy hajókaraván volt, amelyet a szövetségesek a második világháború során a Szovjetunióba indítottak. A PQ kód azt jelentette, hogy a rakomány nyugatról tart a Szovjetunióba, a 13 a sorszámát jelöli. A teherhajók és kísérőik 1942. március 28-án indultak el Loch Ewe-ből. A 19 hajóból hatot elsüllyesztettek a németek: hármat harci gép, kettőt tengeralattjáró, egyet pedig romboló semmisített meg. A többiek 1942. március 31-én érték el a murmanszki kikötőt.
A murmanszki kikötőben később három teherszállítót is légicsapás ért, közülük csak egyet lehetett ismét szolgálatba helyezni a háborúban. A konvoj kísérői megakadályozták a német felszíni egységek támadását, egy rombolót elpusztítottak, de saját torpedójától súlyosan megrongálódott az HMS Trinidad is. A brit rombolót a hazafelé vezető úton a németek a tenger mélyére küldték.

## Események

### Március 10–27.

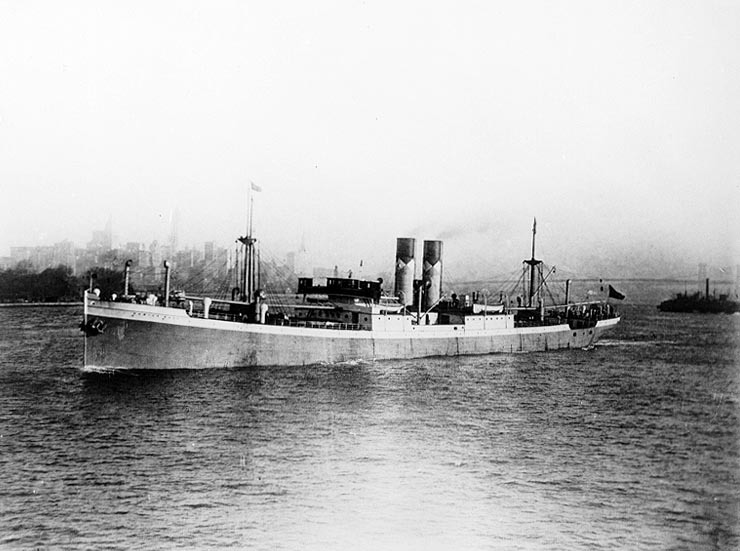
Az egyik későbbi áldozat, a Raceland

1942. március 10-én a 19 hajóból álló konvoj kifutott Loch Ewe-ből, és Izland felé indult. Másnap, kevéssel este 21 órakor feltűnt a Németországból Franciaország felé tartó U–593, de a kísérőhajók megtámadták. A búvárhajó március 12-én ismét a konvoj közelébe került, de egy repülőgép megtámadta, és elmenekült. A hajók viharos időben haladtak tovább Reykjavík felé, ahova március 16-án érkeztek meg.
A konvoj március 18-án útnak indult, de szinte azonnal visszaparancsolták őket a kikötőbe, mivel a szövetségesek azt a később alaptalannak bizonyuló hírt kapták, hogy a Tirpitz csatahajó a közelben van. Két nap múlva ismét kihajóztak három fegyveres halászhajó kíséretében. Utóbbiakat a Seydisfjourdurból érkező két romboló és egy cirkáló váltotta. Később újabb hadihajók csatlakozott a karavánhoz.
Március 24-én éjszaka heves vihar tört ki, a hajók felépítményeit belepte a jég, és félő volt, hogy a fegyveres halászhajók az HMS Shera sorsára jutnak, amely a PQ–12-es konvoj tagjaként felborult a rárakódott jég miatt. Mivel a kísérők nem tudtak tankolni a rossz időben, kénytelenek voltak visszafordulni Izlandra. A konvoj a viharban szétzilálódott, egyes hajók egyedül, mások kisebb csoportokba verődve haladtak kelet felé. Teljesen elvesztette a kapcsolatot a többi hajóval a karaván addigi vezéregysége, a River Afton is. Az Induna vezetésével kialakult egy hathajós minikonvoj, amelyet a Szildzsa kísért. A Szumba kifogyott az üzemanyagból, ezért az HMS Furynek kellett megkeresnie, majd megtankolnia.
Egy német hidroplán március 27-én reggel rábukkant a konvoj három hajójára a Medve-szigettől délre. A német parancsnokság utasította a Zieten farkasfalka hajóit – U–209, U–376, U–378, U–655 –  hogy az Északi-fok közelében alkossanak láncot, és várják be a szövetséges teherszállítókat. A németek nem tudták, de az U–655 már elsüllyedt a QP–9-es konvoj elleni harcban március 24-én.

### Március 28.
Március 28-án hét órakor az U–209 meglátta a lengyel Tobrukot, amelyet az HMS Blackfly kísért. A tengeralattjáró torpedót lőtt a halászhajóra, azonban nem találta el, de a mélységi bombákkal végrehajtott ellentámadás is sikertelen volt. A két hajó eltűnt a hóesésben. Később kiderült az idő, és délután Ju 88-as bombázók elsüllyesztették a karaván két lemaradó hajóját, a panamai Racelandet és a brit Empire Rangert. Egy másik bombázó rátámadt a fő konvojcsoportra, és megrongálta a panamai Ballotot.
Az HMS Blackfly megkezdte a túlélők felkutatását, és csaknem belefutott a Z 24 német rombolóba, amely már rábukkant a mentőcsónakokra, és a 61 túlélőt fedélzetére vette. Kereste a túlélőket az HMS Harrier és az HMS Oribi is, amelyek csak azután hagytak fel a kutatással, hogy megtalálták az üres mentőcsónakokat.
Délután négy órakor kifutott Kirkenes kikötőjéből a német 8. rombolóflotta, hogy feltartóztassa a karavánt. A német hadihajókat meglátta a szovjet K–21 tengeralattjáró, és jelentette helyzetüket. Ekkor már úton volt a konvoj elé a murmanszki kíséret, három romboló és négy aknaszedő, ők másnap reggel érkeztek meg. A németek utasítást adtak az Eiswolf farkasfalka hajóinak – U–435, U–454, U–589 – hogy várják be a konvojt a Kola-öbölnél. Kirkenesből erősítésként kifutott az U–456 és az U–585. Utóbbit eredménytelenül támadta a K–171 szovjet tengeralattjáró, de hamarosan eltűnt, valószínűleg a német védelmi aknamező, a Bantos-A valamelyik elszabadult aknája végzett vele.

### Március 29.

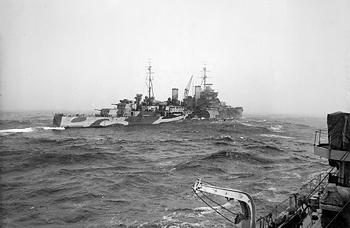
Az HMS Trinidad az HMS Fury fedélzetéről

Március 29-én a német tengeralattjárók új pozíciót vettek fel. A Z 26 romboló tüzet nyitott a konvojtól leszakadó panamai Bateau-ra, és elsüllyesztette. Három óra ötvenkor az U–376 rábukkant a konvoj fő csoportjára, amely a német hadihajók felé tartott. Az HMS Trinidad radarjai jelezték a rombolókat, és a brit könnyűcirkáló tüzet nyitott a Z 26-ra 3500 méterről. Néhány lövedék célba talált, és a cirkáló a Z 24-re kezdett tüzelni, de nem ért el találatot. Némi manőverezés után az HMS Trinidad ismét jó pozícióba állt, és a Z 26 négy lövegtornyából hármat elhallgattatott, miközben csak két-három gyenge találatot kapott. A cirkáló ezután torpedót indított, de az rosszul működött, és egy kör megtétele után visszatért, és belecsapódott az HMS Trinidadba. A robbanás megölt 31 tengerészt, és a beömlő víz elárasztotta az elülső kazánházat. A hadihajónak fel kellett függesztenie a támadást.
Fél 11-kor az HMS Eclipse rábukkant a súlyosan megrongálódott Z 26-ra, és üldözni kezdte, és legalább hatszor eltalálta, mielőtt a német hadihajó leállt. Húsz perc múlva a másik két német romboló bekapcsolódott az összecsapásba. Az HMS Eclipse három találatot kapott, és kénytelen volt visszavonulni. Bekapcsolódott viszont a csatába az HMS Oribi és a Szokrusnyitelnij is. Utóbbi hat sortüzet adott le. A csatának a hóesés vetett véget. A Z 24, a Z 25 és az U–376 megkezdte a Z 26 túlélőinek kimentését.
Eközben a konvoj legtöbb hajója északkelet, a jéghatár felé haladt, hogy elkerülje a német támadásokat. Az Induna és a Szildzsa néhány órára a jégbe ragadt, de a többiek zavartalanul folytatták útjukat. A Szildzsa és az Induna kiverekedte magát a jégből, de a brit teherhajó kénytelen volt vontatni a szovjet aknászt, mert annak kifogyott az üzemanyaga.
Tizenegy órakor az HMS Gossamer és az HMS Hussar víz alá kényszerítette a felszínen ólálkodó U–209-et, majd mélységi bombákkal sikertelenül támadta. Ezután az HMS Hussar a sérült HMS Trinidad mellett maradt, így a konvoj védelme az HMS Oribire és az HMS Furyre maradt. Este elszakadt a Szildzsa vontatókötele, és az Induna egy ideig hasztalan kereste a aknászhajót a hóesésben, majd egyedül folytatta útját.

### Március 30.
Az U–209 sikertelenül próbálta megtorpedózni az Indunát, de az U–376-nak sikerült elsüllyesztenie a kora reggel órákban. Ezzel egy időben az U–456, az U–435 és az U–454 megközelített egy öt hajóból álló csoportot. Fél tíz után megkezdődött a támadás: torpedótalálat érte az Effinghamet, amely még két órán át sodródott üresen, mígnem egy újabb torpedó a tenger fenekére küldte.
Délután az HMS Trinidad megérkezett kísérőivel Murmanszkba. A brit rombolók azonnal visszafordultak a Kola-öböl felé. Az HMS Harrier megtalálta és vontatókötélre vett a Szildzsát. Délután a konvoj fő csoportja tíz hajóból állt, és a Scottish American vezetésével haladt. A hajókat az HMS Sumba, az HMS Paynter, az HMS Hussar és két szovjet romboló kísérte. A cserkésző tengeralattjárók többször is megpróbáltak támadni, de kénytelenek voltak visszavonulni.

## A hajók

### Kereskedelmi hajók
| A hajó neve          | Nemzetisége        | Veszteség                   |
| -------------------- | ------------------ | --------------------------- |
| Bateau               | Panama             | Elsüllyesztette egy romboló |
| Dunboyne             | Egyesült Államok   |                             |
| Effingham            | Egyesült Államok   | Elsüllyesztette az U–435    |
| El Estero            | Panama             |                             |
| Empire Cowper        | Egyesült Királyság |                             |
| Empire Ranger        | Egyesült Királyság | Elsüllyesztette egy repülő  |
| Empire Starlight     | Egyesült Királyság | Elsüllyesztette egy repülő  |
| Gallant Fox          | Panama             |                             |
| Harpalion            | Egyesült Királyság |                             |
| Induna               | Egyesült Királyság | Elsüllyesztette az U–376    |
| Lars Kruse           | Egyesült Királyság |                             |
| Mana                 | Honduras           |                             |
| Mano                 | Egyesült Királyság |                             |
| Mormacmar            | Egyesült Államok   |                             |
| New Westminster City | Egyesült Királyság |                             |
| Raceland             | Panama             | Elsüllyesztette egy repülő  |
| River Afton          | Egyesült Királyság |                             |
| Scottish American    | Egyesült Királyság |                             |
| Tobruk               | Lengyelország      |                             |

### Kísérőhajók
| A hajó neve       | Nemzetisége        | Típusa                    |
| ----------------- | ------------------ | ------------------------- |
| HMS Ashanti       | Egyesült Királyság | Romboló                   |
| HMS Blackfly      | Egyesült Királyság | Felfegyverzett halászhajó |
| Blyskawica        | Lengyelország      | Romboló                   |
| HMS Duke of York  | Egyesült Királyság | Csatahajó                 |
| HMS Echo          | Egyesült Királyság | Romboló                   |
| HMS Eclipse       | Egyesült Királyság | Romboló                   |
| HMS Edinburgh     | Egyesült Királyság | Könnyűcirkáló             |
| HMS Escapade      | Egyesült Királyság | Romboló                   |
| HMS Eskimo        | Egyesült Királyság | Romboló                   |
| HMS Faulknor      | Egyesült Királyság | Romboló                   |
| HMS Foresight     | Egyesült Királyság | Romboló                   |
| HMS Fury          | Egyesült Királyság | Romboló                   |
| HMS Gossamer      | Egyesült Királyság | Aknaszedő                 |
| Gremjascsij       | Szovjetunió        | Romboló                   |
| HMS Hussar        | Egyesült Királyság | Aknaszedő                 |
| HMS Icarus        | Egyesült Királyság | Romboló                   |
| HMS Inglefield    | Egyesült Királyság | Romboló                   |
| HMS Kent          | Egyesült Királyság | Nehézcirkáló              |
| HMS King Geroge V | Egyesült Királyság | Csatahajó                 |
| HMS Lamerton      | Egyesült Királyság | Kísérő romboló            |
| HMS Ledbury       | Egyesült Királyság | Kísérő romboló            |
| HMS Lookout       | Egyesült Királyság | Romboló                   |
| HMS Marne         | Egyesült Királyság | Romboló                   |
| HMS Middletoton   | Egyesült Királyság | Felfegyverzett halászhajó |
| HMS Onslaw        | Egyesült Királyság | Romboló                   |
| HMS Oribi         | Egyesült Királyság | Romboló                   |
| HMS Paynter       | Egyesült Királyság | Felfegyverzett halászhajó |
| HMS Punjabi       | Egyesült Királyság | Romboló                   |
| HMS Renown        | Egyesült Királyság | Csatacirkáló              |
| HMS Saladin       | Egyesült Királyság | Romboló                   |
| Szildzsa          | Szovjetunió        | Aknaszedő                 |
| Szokrusityelnij   | Szovjetunió        | Aknaszedő                 |
| HMS Speedwell     | Egyesült Királyság | Aknaszedő                 |
| HMS Sulla*        | Egyesült Királyság | Segéd-aknaszedőhajó       |
| Szumba            | Szovjetunió        | Aknaszedő                 |
| HMS Tartar        | Egyesült Királyság | Romboló                   |
| HMS Trinidad      | Egyesült Királyság | Könnyűcirkáló             |
| HMS Victorious    | Egyesült Királyság | Repülőgép-hordozó         |
| HMS Wheatland     | Egyesült Királyság | Kísérő romboló            |

* 1942. március 30-án elsüllyesztette az U–456